# Sybil B. G. Eysenck
Sybil Bianca Giuliett Eysenck (/ˈaɪzɛŋk/; nascida em 1927) é uma psicóloga da personalidade e viúva do psicólogo da personalidade Hans Eysenck, com quem colaborou.

## Vida
Sybil nasceu em 1927, filha do violinista Max Rostal e Sela Trau em Viena. Em 1934, ela foi com os pais para o exílio na Grã-Bretanha. Em 1946, ela se naturalizou.
Ela é ex-editora-chefe da revista Elsevier Personality and Individual Differences e autora do Junior Eysenck Personality Inventory e de seus manuais anexos.